# Teorías de conspiración sobre el asesinato de John F. Kennedy

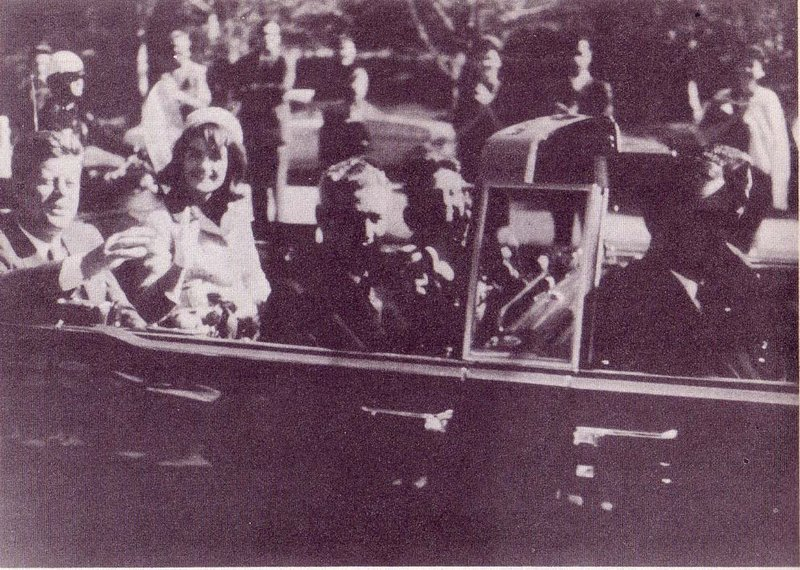
El vehículo presidencial momentos antes del asesinato.

Existen varias teorías de conspiración sobre el asesinato de John F. Kennedy, presidente de los Estados Unidos. Estas teorías se crearon poco tiempo después de la muerte de Kennedy, y han continuado surgiendo desde entonces. Cuando se intenta profundizar sobre este tema, aparece como gran obstáculo la enorme cantidad de información falsa que hay disponible. Muchas de estas teorías proponen una conspiración, que envolvería a organizaciones tales como el Sistema de Reserva Federal, la Agencia Central de Inteligencia (CIA), a Israel, al Mossad, la KGB, la Mafia, al director de la Oficina Federal de Investigación (FBI) J. Edgar Hoover, al vicepresidente Lyndon B. Johnson y Richard Nixon incluyendo intereses del ejército y del Gobierno Federal de los Estados Unidos así como también la organización masónica.[cita requerida]

## Trasfondo

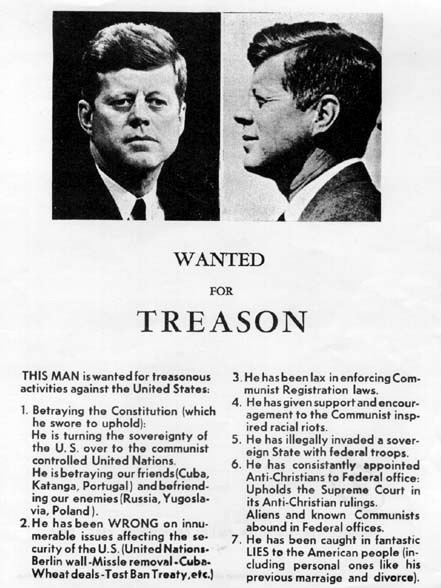
"Se Busca por traición". Panfleto que circulaba el 21 de noviembre de 1963, un día antes del asesinato de Kennedy.

En 1964, la Comisión Warren concluyó que no había evidencias “persuasivas” que indicaran que Lee Harvey Oswald estaba involucrado en una conspiración para asesinar al Presidente. Casi de inmediato, críticos comenzaron a cuestionar las conclusiones oficiales de la Comisión y escribieron libros atacando tanto a la Comisión como a sus conclusiones. Entre ellos estaba Mark Lane (un abogado que brevemente representó a la madre de Oswald) que escribió el libro Apresuramiento para Juzgar (Rush to Judgment), crítico con la Comisión Warren.
En las décadas siguientes grupos independientes y dedicados de investigadores han ido publicando, literalmente, docenas de libros diferentes, exponiendo a veces contradictorias teorías.
En 1967, el fiscal de distrito de Nueva Orleans, Jim Garrison, arrestó al empresario local Clay Shaw y lo acusó de ser parte de una conspiración para matar a Kennedy. Garrison comienza un análisis exhaustivo del crimen, empezando por el supuesto homicida L.H. Oswald. Encuentra una extraña relación entre Oswald y dos misteriosos individuos, David Ferrie, piloto comercial y Clay Shaw, un hombre de negocios de Nueva Orleans. Los tres sospechosos asistían con regularidad a reuniones destinadas a una operación que fraguaba una futura invasión a Cuba y la formación de un plan para llevar a cabo el asesinato del presidente Kennedy. Tras un juicio largo y controvertido, Shaw fue absuelto por el jurado después de menos de una hora de deliberación. Las investigaciones de Garrison atrajeron a muchos investigadores del país quienes proveyeron a Garrison de informaciones y teorías. A estos investigadores se les concedió acceso a presupuestos del fiscal de distrito. El ejemplo más notable de esto es el logro de Garrison respecto a la grabación Zapruder que permitió que los miembros del jurado vieran por primera vez la cinta. Se realizaron copias piratas que rápidamente circularon entre la gente y la cinta fue mostrada finalmente en televisión por primera vez en 1975.
En 1976, el Congreso constituyó el Comité Selecto de la Cámara sobre Asesinatos (HSCA) para investigar las muertes de John F. Kennedy, de su hermano Robert Kennedy y de Martin Luther King, Jr.. La HSCA investigó varias teorías propuestas por investigadores del asesinato, a la vez que criticaron muchas de ellas.
La HSCA concluyó en 1979 que Oswald fue el asesino y estaban por concluir que este había actuado solo, cuando apareció un audio (Dictabelt recording) grabado durante el asesinato. Basado en más de 20 testigos que escucharon los disparos realizados frente a Kennedy y en el  análisis de la grabación por un grupo de expertos, el comité concluyó que había habido un cuarto disparo y por lo tanto un segundo tirador, y que Kennedy por lo tanto había muerto como resultado de una conspiración. Investigadores que durante años habían cuestionado los descubrimientos de la Comisión Warren respecto a la existencia de un solo tirador como responsable del asesinato y que habían sospechado de una conspiración se sintieron reconocidos por el informe de la HSCA.
La certeza del análisis de la grabación Dictabelt fue cuestionada: algunos argumentan que todos los sonidos que aparentan haber sido disparos "ocurrieron cerca de un minuto después del asesinato" basándose en las interferencias escuchadas. El panel de científicos del Comité del Congreso recibió un mayor apoyo sobre la existencia de una conspiración gracias a D. B. Thomas – en 2001 – quien concluyó, basado en interferencias en el canal II, que había un 95% de probabilidades de un cuarto disparo. Sin embargo, tanto Thomas como la HSCA, asumieron que la grabación del canal II se refería a un intervalo temporal continuo (sin cortes); análisis realizados por Michael O'Dell indicaban que este no era el caso.
El director Oliver Stone en su película de 1991 JFK, basada en los descubrimientos de la HSCA y en los libros escritos por Garrison y Jim Marrs – fue lo que Stone llamó una "contra-ficción a la ficción de la Comisión Warren". Esta controvertida película mostraba un extenso tema para matar al Presidente y presentaba muchas de las alegaciones de Garrison como hechos. El renacido interés por el asesinato debido a la película llevó a la formación del Assassination Records Review Board, para reunir y desclasificar todas las grabaciones retenidas por el Gobierno de EE. UU relacionadas con el asesinato. Con el nuevo interés que generó la película de Stone se realizaron muchos esfuerzos para refutar las teorías sobre una conspiración, tales como la de Gerald Posner en su libro "Caso Cerrado" nominado a un Premio Pulitzer, el documental de la ABC llamado Beyond Conspiracy (Más allá de la Conspiración) presentado por Peter Jennings, y el libro de Vincent Bugliosi titulado Reclaiming History (Reclamando la Historia).
Una encuesta realizada por la ABC News (en 2003) mostró que un 70% de los estadounidenses respondía diciendo que "sospechaban un complot" en el asesinato del Presidente Kennedy.

### Un tirador

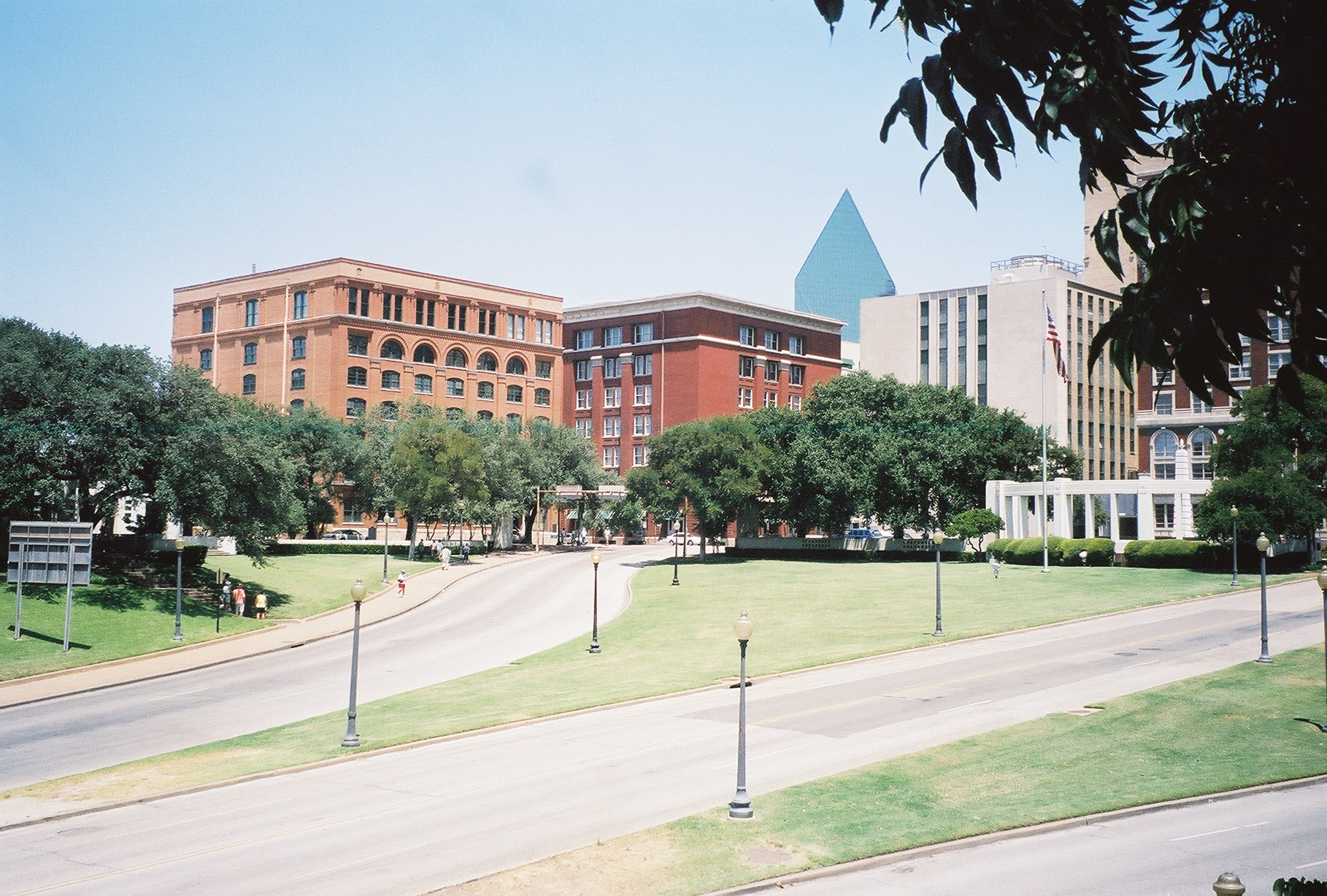
Plaza Dealey en 2003.

- Howard Brennan, de 45 años de edad, mientras esperaba frente a la calle del Texas School Book Depository la caravana del Presidente, se fijó en un hombre que estaba en la ventana sureste del sexto piso del depósito de libros escolares. Justo antes de que pasara el automóvil del Presidente, escuchó lo que en su momento pensó que era un tubo de escape de un auto o una explosión. Miró hacia arriba del edificio y vio a un hombre con un arma, apuntando y disparando por última vez. Pocos minutos después del asesinato, Brennan describió al hombre a la policía. Luego testificó que Lee Harvey Oswald, a quien vio en una línea de detenidos en la estación de policía la noche del asesinato, era el hombre que vio realizando el disparo.[5]

- Bonnie Ray Williams y dos trabajadoras que se encontraban mirando la caravana desde las ventanas del quinto piso del Depository escucharon tres disparos provenientes del piso de arriba, y del techo cayeron partículas en su cabeza.[6] Sin embargo, Bonnie Ray Williams dijo en la oficina del Sheriff de Dallas  el día del asesinato, y al FBI al día siguiente, que había oído solamente dos tiros por encima de él y Harold Norman no hizo mención de oír el cerrojo del fusil ni el casquillo percutido golpeando el suelo por encima de él, durante su primera entrevista con el FBI el 26 de noviembre.

- El Gobernador John Connally, su esposa y dos agentes del Servicio Secreto, quienes se encontraban en la limusina (limousine) presidencial, testificaron que los disparos provenían del Texas School Book Depository.[7]

- Charles Hester, Emmet Hudson y Marilyn Sitzman, los únicos testigos situados en el Grassy Knoll que dieron testimonios sobre la dirección de los disparos, dijeron que estos provenían del Texas School Book Depository.[8]

- Marilyn Sitzman estaba parada en un muro de 1,2 metros de altura a 14 metros al este de la cerca de 1,5 metros.[9] Ella declaró que no vio a ningún tirador detrás de la cerca: "El sonido del fusil habría volado el muro."[10]

- Lee Bowers estaba operando en una torre de control de trenes, sobreviendo el estacionamiento al norte de la cerca y al oeste del Texas School Book Depository. Dijo que "no había nadie allí" detrás de la cerca en el momento de los disparos.[11]

- De los testigos de oídas, 99 creyeron que todos los disparos se produjeron de Texas School Book Depository, y solo 5 creyeron que se produjeron de dos lugares distintos que son Plaza Dealey y de una cerca al lado de donde filmaba Abraham Zapruder.[12]

- La Comisión Warren y el Comité Selecto de la Cámara sobre Asesinatos concluyeron que los disparos que dieron muerte al Presidente Kennedy e hirieron al Gobernador Connally fueron hechos desde arriba y detrás de la limusina presidencial.[13]

- Al poco tiempo del asesinato, se encontró un fusil parcialmente escondido entre unas cajas del sexto piso del Depository, y la funda improvisada de papeles que cubría el fusil fue encontrada cerca de la ventana desde la cual se efectuaron los disparos.[14]

### Más de un tirador
- Los descubrimientos de la Comisión Warren y la teoría de una sola bala están equivocados, según quienes apoyan la teoría de una conspiración. El fusil de Oswald, de acuerdo con los testimonios del FBI., estaba frío solo después de disparar tres balas en los seis segundos que duró el asesinato. La Comisión Warren, mediante testimonios de oídas, determinó que solo tres balas fueron disparadas: una de las tres balas no dio al vehículo; una impactó a Kennedy y pasó a través del Gobernador John Connally, y el último disparo fue fatal para el presidente. Sin embargo, el gobernador Conally fue herido diversas veces, por lo que los disparos tuvieron que ser más de tres, lo que supone al menos un segundo tirador aparte de Oswald, lo que implica una conspiración; por eso al decirse que Oswald fue el único tirador, una de sus balas debió herir más de una vez al gobernador. Esta teoría se conoce como la bala mágica.[15] Además, la trayectoria de la bala, que dio a Kennedy sobre el hombro derecho y pasó a través de su cuello (de acuerdo con la Autopsia de John F. Kennedy ), debió haber cambiado un poco su curso y dar en el pecho y la muñeca de Connally.[15] Por ello, la conclusión de los escépticos es que hubo más de tres disparos, por lo que debió de haber más de un tirador.

- Nellie Connally estaba sentada en el auto presidencial al lado de su marido, el gobernador John Connally. En su libro From Love Field: Our Final Hours, la Sra. Connally decía fervientemente que su esposo fue herido por una bala diferente de las dos que hirieron a Kennedy.[16]

- Roy Kellerman, un agente del Servicio Secreto, testificó: "Ahora, en los segundos que acaban de pasar, una serie de fragmentos entraron al auto."

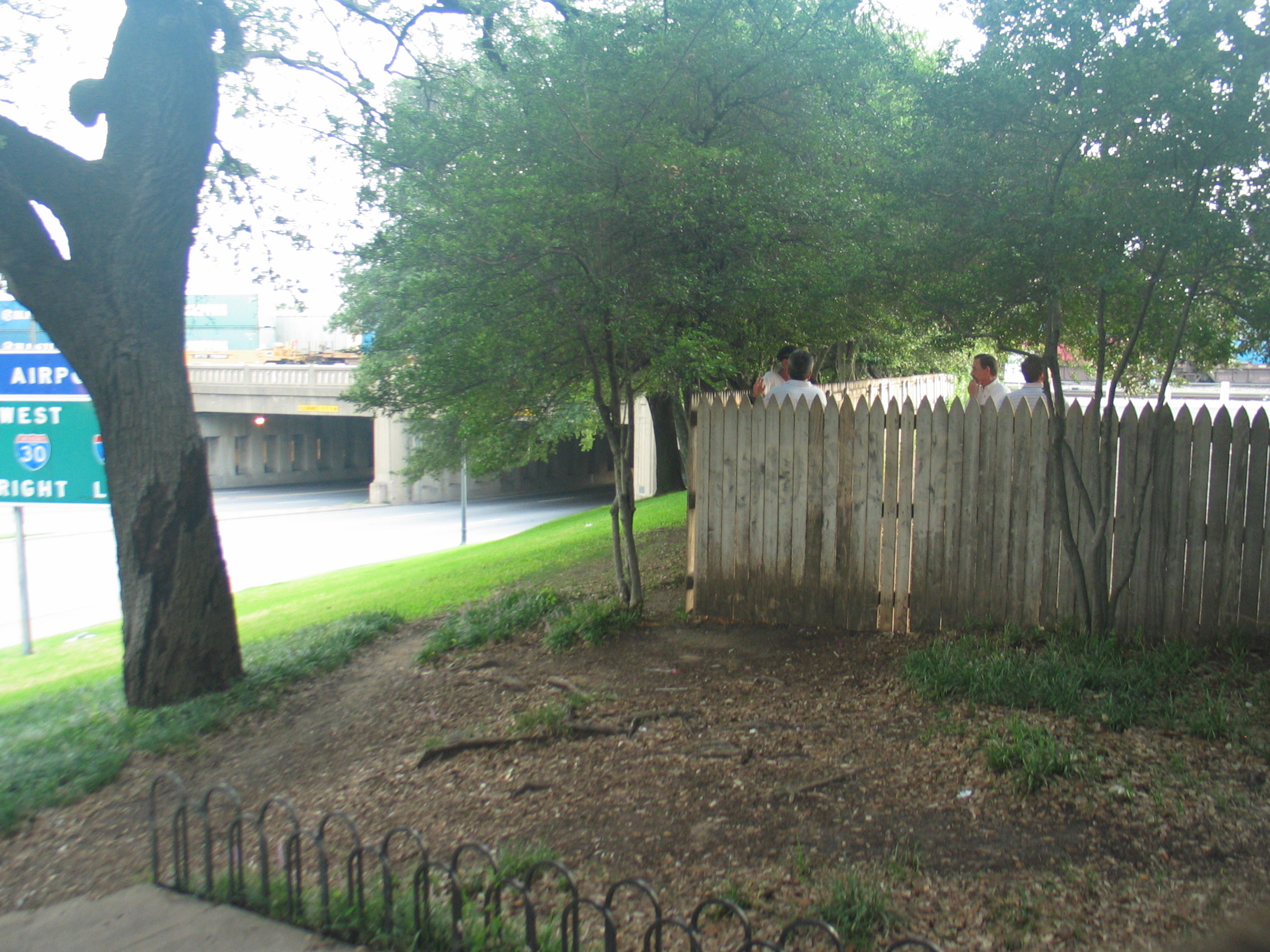
La cerca de madera en el Grassy Knoll, donde según muchos teóricos de la conspiración, otro asesino disparó contra el presidente.

- Testigos: 35 testigos de la Comisión Warren que presenciaron el asesinato pensaron que se habían producido disparos frente al Presidente — desde el área del Grassy Knoll o el Triple Underpass — mientras que 56 testigos de la Comisión pensaron que hubo disparos desde el Depository, o por lo menos desde esa dirección, detrás del Presidente, y 5 testigos de oídas pensaron que los disparos provinieron de dos partes distintas.[17]
- Prueba de física: Cuando la bala fatal golpea la cabeza de Kennedy, esta se va hacia atrás y no hacia adelante como uno podría esperar que se vaya si recibe un golpe por la espalda. Esto haría que el disparo en la cabeza sea consistente con uno efectuado desde la zona de la loma cubierta de hierba. Un gran número de médicos y enfermeras en el Hospital Parkland Memorial, así como de otras, todas ellas informaron que una parte importante de la parte posterior de la cabeza del Presidente se destruyó, lo que sugiere fuertemente que el disparo en la cabeza fue efectuado desde la parte delantera.[18][19] Roy Kellerman dijo que vio un agujero de 5 pulgadas de diámetro en la parte de atrás derecha de la cabeza del Presidente.[20] Sherry Gutiérrez ha llegado a la conclusión de que la explosión frontal derecha en la película de Zapruder era algo llamado "salpicaduras de huevo" a partir de una herida de entrada en la sien.  Después de estudiar cuidadosamente la película Z, un ex francotirador de la marina, Craig Roberts, aseguró que el disparo fue hecho desde el frente. Roberts dice que la explosión de la derecha-frontal y el derrame hacia adelante son características del impacto de un proyectil de alta velocidad en un cráneo humano. Massad Ayoob, periodista entrenador de la policía y especialista en armas de fuego, que ha impartido cursos sobre los efectos de las balas sobre los cuerpos humanos en las escuelas de instructores de la policía y en las instituciones médicas, cree que la secuencia de tiro en la cabeza en la película de Zapruder no es muy consistente con un tiro por la espalda, sino que es "mucho más consistente con una herida explosiva de entrada de una bala de rifle de pequeño calibre a hipervelocidad, que viaja entre 3000 y 4000 fps". El experto en balística, Dr. Roger McCarthy del Failure Analysis, Inc., testificó en el simulacro de juicio a Oswald ABA 1992 que la secuencia del disparo en la cabeza era indicativo de un disparo efectuado desde la parte frontal derecha.

### Más de un Oswald
Muy pronto aparecieron argumentos que señalaban que Oswald fue personificado por un señuelo político. La obra del profesor Richard H Popkin, publicada en 1966, The Second Oswald, estableció el mejor escenario para que se personificara al supuesto asesino. La mayor parte de esto estaba basado en testimonios oculares, pero Popkin tenía un "testigo estrella" en la persona del director de la Oficina Federal de Investigación (FBI), J. Edgar Hoover, quien escribió un memorándum antes del asesinato, en el que advertía que un impostor estaba usando los datos personales de Oswald
Recientemente, el trabajo de John Armstrong ha supuestamente identificado al "Oswald falso" como parte de un experimento del MK Ultra que originalmente no tendría relación con el asesinato.

### Más de un JFK
Un teórico ha señalado que el oficial de policía J.D. Tippit tenía tal semejanza con JFK que los colegas lo apodaban "JFK". Robert Morningstar sostiene que Tippit fue asesinado para que su cuerpo fuera analizado por los médicos y para hacerlo pasar por JFK. Esta teoría explicaría las contradicciones médicas sobre la autopsia al existir realmente dos cuerpos, y tener estas heridas parecidas.
Morningstar sostiene que encontró signos sobre una cirugía cosmética en las fotografías de la autopsia de Kennedy.
También cita los siguientes comentarios de personas que conocían de cerca de JFK y vieron el cuerpo:

No se parece a él en nada
Robert F. Kennedy.

Sus ojos llorosos, el Fiscal General se vuelve hacia Bill Walton y susurra, 'Por favor mira, quiero saber lo que tú piensas.' Walton miró por el tiempo que pudo, con una creciente emoción de desdicha. Dijo a Bob, 'No tienes que seguir con ello. No tiene ningún parecido al Presidente. Es un muñeco de cera... no lo hagas'.
William Manchester, en su libro Death of A President.

Es caracteristico. A primera vista todo se ve bien. Cuando me aproximaba se veía cada vez menos como él.
Arthur Schlesinger

No era Jack. Era como algo que podrías ver en el Madame Tussaud.
Jacqueline Kennedy (según Manchester).

## Teorías sobre el asesinato
Cabe destacar que según algunos las siguientes personas y grupos pudieron haber estado actuando en conjunto; por ello estas diferentes teorías no deben verse como excluyentes. Este artículo no hace afirmaciones sobre la validez de las siguientes teorías; más bien señala algunas de las teorías más conocidas en cuanto al asesinato de John F. Kennedy.

### Teoría de la Reserva Federal
Una teoría menciona la emisión de alrededor de cuatro mil millones de dólares con respaldo plata -y posteriormente oro- para quitarle el monopolio a la Reserva Federal, privada (Rockefeller y la Casa Morgan) de capitales extranjeros de la familia Rothschild (algunos de los doce bancos tienen sedes en Londres o en paraísos fiscales). También el retiro de las tropas de Vietnam afectaría a los intereses de esos bancos. La cabeza de la organización llamada Reserva Federal era la familia Rothschild, que a su vez organizó un monopolio mundial de bancos federales en los principales países del mundo. Tanto Rockefeller como Morgan se constituyen en testaferros de un gran imperio único. La tercera vez que Rothschild ganaba la asignación bajo presión de este derecho a emitir la moneda de Estados Unidos, como lo hacía en Francia e Inglaterra, por ejemplo. Dos expresidentes habían sido asesinados justo después de haber confrontado a la familia Rothschild para negarle la emisión de moneda en Estados Unidos, tratando con ello de impedir el absoluto control de la economía nacional. Abraham Lincoln y el presidente Jackson fueron los enemigos del imperio mencionado. Y Kennedy habría tomado acción siguiendo la línea heroica de estos presidentes que detuvieron el monopolio financiero del multimillonario Rothschild. Se sabe de Johnson desarticuló dicha medida de John F. Kennedy el mismo día de la muerte del presidente Kennedy, cuando viajaba a Washington en el AIR FORCE ONE. Empezar con la nueva forma de emisión de dinero con respaldo de plata y oro real habría sido la destrucción definitiva del sistema actual que aplica la Reserva Federal de EE. UU. y que su continuidad le ha permitido a un grupo reducido de personas unidas por lazos políticos, religiosos y familiares formar una élite de poder mundial sin precedentes. Se estima que quienes integraron la dirección de la Reserva federal poseen y controlan más del 75% de la riqueza mundial.

### Teoría de Lyndon B. Johnson
El vicepresidente en aquel momento, Lyndon B. Johnson, fue nombrado presidente como resultado del asesinato.
Como muchos vicepresidentes de los Estados Unidos, la elección de Kennedy de tener como compañero en la carrera presidencial a Johnson era un intento de proveer un ´balance regional´ a la apuesta del Partido Demócrata. Sin embargo, corría el rumor de que Kennedy estaba considerando despedir a LBJ como vicepresidente para las elecciones de 1964. Richard Nixon, que se encontraba en Dallas el 20 de noviembre de 1963 hasta horas antes de la llegada de Kennedy, fue citado en un periódico de Dallas el 22 de noviembre diciendo que él creía que Kennedy dejaría a Johnson para la candidatura demócrata de 1964 debido a que Johnson estaba envuelto en varios escándalos políticos de alto nivel (ver Bobby Baker y Billie Sol Estes).[cita requerida] Sin embargo, Jackie Kennedy negó que su esposo fuese a dejar a LBJ para las elecciones de 1964.
En el momento de la muerte de Kennedy, Johnson estaba sujeto a cuatro importantes investigaciones criminales: una por violación de contratos gubernamentales, otra por prevaricación, otra por lavado de dinero y una por soborno. Todas estas investigaciones terminaron cuando ascendió a la Presidencia.[cita requerida]
Johnson estaba relacionado, tanto profesional como personalmente, con un asesino convicto, Malcolm "Mac" Wallace, quien estaba relacionado con el asesinato de JFK, tanto por testimonio como por evidencia forense (incluyendo huellas dactilares). Sin embargo, ambas evidencias son todavía discutidas.
Wallace, que estaba estudiando en la Universidad de Columbia en la década de 1940, mientras enseñaba en la Universidad de Long Island, en la Universidad de Texas en Austin y en la Universidad de Carolina del Norte, conoció a Johnson a través de un conocido común, Edward Clark, y aceptó un trabajo en el Departamento de Agricultura de los Estados Unidos en octubre de 1950. Wallace inició una relación sentimental con la hermana de LBJ, Josefa, quien a su vez estaba con John Kinser, dueño de un campo de golf. Se dice que Kinser trató de chantajear a Johnson a través de su conexión con Josefa. Este hecho está discutido.
El 22 de octubre de 1951, Wallace mató a Kinser de un disparo en la tienda de regalos del club de golf y logró escapar en un vehículo. Un testigo ocular del disparo tomó nota de la matrícula de Wallace, quien fue arrestado y acusado de homicidio. Wallace fue puesto en libertad bajo fianza después de que Edward Clark y unos amigos que apoyaban financieramente a LBJ (M. E. Ruby y Bill Carroll) pagaran la fianza. El abogado personal de LBJ, John Cofer, se encargó de defender a Wallace en su juicio, que comenzó en febrero de 1952.
El jurado declaró a Wallace culpable de "asesinato con malicia" y once de los miembros del jurado querían la pena capital. El juez Charles O. Betts cambió la sentencia y decretó una pena suspendida de cinco años de presidio. Wallace salió inmediatamente libre y después otras muertes se vincularon con él, especialmente unas relacionadas con el fraude de Billie Sol Estes.

### Teoría de la conexión Lyndon B. Johnson-Billie Sol Estes (la conexión texana)
Elaborada en el libro JFK el último testigo, escrito por el periodista francés William Reymond, a partir del testimonio del magnate tejano Billie Sol Estes. Considera que este empresario y financista estableció vínculos irregulares con su amigo, el entonces gobernador de Texas Lyndon B. Johnson y luego Senador. Esta teoría indica que Robert Francis "Bobby" Kennedy, fiscal general de los Estados Unidos y hermano del presidente, planeaba juzgar al vicepresidente Johnson por diversos delitos, desde crímenes, hasta malversación de fondos.
Escrito en el año 2004, Billie Sol Estes no había querido hablar antes por lealtad hacia Johnson, quien sucedió de forma inmediata a Kennedy a las pocas horas de su muerte. Estes financió durante años de forma interesada a Johnson y este, a su vez, permitía el desvío de subvenciones muy cuantiosas hacia las cuentas de Estes. Los documentos que muestra Billie Sol Estes al periodista muestran la identidad de al menos tres tiradores, incluido un asesino a sueldo que Johnson había contratado ya varias veces con anterioridad al asesinato de Kennedy para eliminar personajes que molestaban la carrera o intereses del entonces gobernador y luego senador.
En el libro, Reymond también menciona a Madeleine Duncan Brown, amante de Lyndon B. Johnson, que describe una cita el día antes de que mataran a Kennedy. En la casa de Clint Murchison se habrían reunido, entre otros, E. Howard Hunt, John Edgar Hoover, Johnson y Richard Nixon. Madeleine Brown contó que Johnson le susurró: «Después de mañana esos condenados Kennedy y Robert F. Kennedy no van a volver a avergonzarme otra vez. No es una amenaza, es una promesa».

### Teoría de Lyndon B. Johnson y ex convictos francotiradores
Una teoría revela que el vicepresidente de los Estados Unidos, Lyndon Johnson, acosado por las investigaciones respecto a su participación en escándalos de alto nivel, decide organizar un atentado contra el Presidente John F. Kennedy para asumir la presidencia y evitar la cárcel o ser destituido (proceso de destitución). El ataque lo harían dos ex convictos de su confianza, que dispararían a Kennedy de frente y por detrás, lo que confirman muchas filmaciones, especialmente la película de Zapruder, usando el TSBD para realizar disparos al aire, para que se creyese que de ese lugar provenían los disparos, y desviar las sospechas de otros lugares, como el montículo de hierba.

### Teoría de Richard Nixon
Hay quienes creen que Nixon tuvo algo que ver en el asesinato de JFK. Según ellos, Nixon sentía animadversión y molestia hacia su presidente debido a que estaba muy resentido porque le «robó» la presidencia en 1960. Además, esto se sumó al supuesto rumor y temor de que JFK ganara las elecciones en 1964, dándole así fuerza a Robert F. Kennedy para ganar las elecciones en 1968 y tal vez, en 1972 también. Una década de Kennedys en la presidencia de los Estados Unidos y con evidente poder del Partido Demócrata en el Senado.

### Teoría de la CIA con exiliados cubanos anticastristas

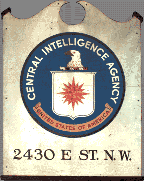
Primer escudo de la CIA, ubicado en el edificio de la calle E Street en Washington D. C.

La Agencia Central de Inteligencia o CIA fue frecuentemente mencionada en teorías de conspiración durante la década de 1960 y 1970, y estuvo envuelta en varias conspiraciones para asesinar a líderes extranjeros. Hace 25 años se prohibió a la CIA llevar a cabo asesinatos, pero actualmente se está tratando de levantar tal prohibición. Kennedy le dijo a su colaborador Clark Clifford (al poco tiempo de la fallida invasión de la Bahía de Cochinos) que, "Algo muy malo está ocurriendo dentro de la CIA y quiero saber qué es. Quiero desmantelar en mil pedazos a la CIA y moverlos a los cuatro vientos."
- Allen Dulles era el jefe de la CIA durante la desastrosa invasión de Bahía de Cochinos en Cuba por un pequeño ejército de cubanos anticastristas organizados y financiados por la agencia en abril de 1961. Kennedy le forzó a renunciar en septiembre de ese año.[33] Tras el asesinato de Kennedy fue nuevamente designado por el presidente Lyndon Johnson como uno de los siete miembros de la Comisión Warren para investigar el asesinato.

- El Congreso comenzó a investigar a las agencias de investigación a través del Comité Church. Entre 1975 y 1976, el Comité publicó catorce informes sobre la formación de las agencias de inteligencia en Estados Unidos, sus operaciones, y los supuestos abusos de poder y del derecho que estas agencias habrían cometido.  Entre los temas investigados por el Comité Church estaban los supuestos asesinatos de líderes extranjeros cometidos por las agencias, incluyendo a Patrice Lumumba del Congo[34] y Fidel Castro.

- Ngo Dinh Diem. La CIA proveyó inmediatamente 42.000 dólares en apoyo a los conspiradores en la mañana del asesinato del Presidente Diem de Vietnam (armado por Edward Lansdale), el que fue llevado a cabo por Lucien Conein,[35] aunque Robert S. McNamara y el historiador Arthur M. Schlesinger Jr., (quien era un participante de la Casa Blanca como historiador) ambos declararon que el presidente Kennedy quedó pálido cuando se enteró por las noticias sobre el golpe de Estado, y estaba impactado respecto al asesinato de Diem.[36]

- Rafael Trujillo, de la República Dominicana, fue asesinado por sus fuerzas armadas el 30 de mayo de 1961 mientras viajaba en coche. La CIA proveyó las armas, que permanecieron ocultadas por Simon Thomas Stocker, un ciudadano estadounidense, cuyo seudónimo para la CIA era "Hector", y era residente de República Dominicana desde 1942, que voluntariamente se negó a recibir una compensación monetaria por sus esfuerzos.

- El Comité Selecto de la Cámara sobre Asesinatos volvió a revisar este tema, y en 1979 concluyó que Oswald pudo haber actuado en una conspiración, pero que de ser así esta no implicaría a agencias de investigación de los Estados Unidos.  El HSCA también dijo que el presidente Kennedy no recibió protección adecuada en Dallas, y que el Servicio Secreto tenía informaciones vinculadas con el viaje a Dallas del Presidente, que no fueron adecuadamente analizadas, investigadas o utilizadas por el Servicio; además, los agentes del Servicio Secreto que estaban en la caravana no estaban adecuadamente preparados para proteger al Presidente de un francotirador.[37]

### Teoría de la Mafia y Hoover

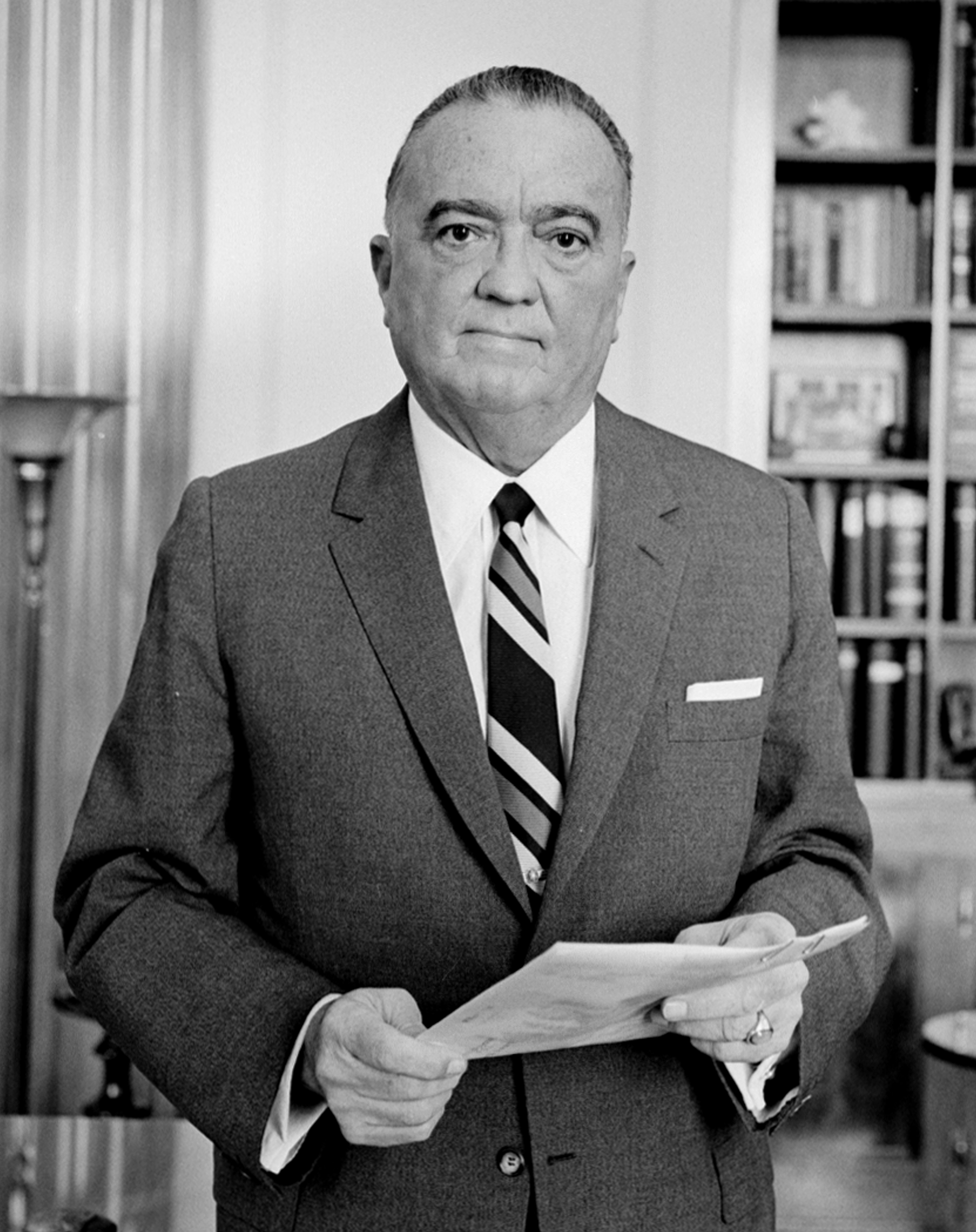
Hoover en 1961.

J. Edgar Hoover fue el director de la Oficina Federal de Investigación (FBI) desde 1925 a 1972, así como un amigo cercano de Lyndon B. Johnson.
Está muy bien documentado que antes de que el presidente Kennedy fuera elegido, Hoover raramente reconocía la existencia de la Mafia. Jack Anderson informó sobre los aparentes lazos de J. Edgar Hoover con la Mafia, así como sobre la reticencia del FBI a perseguir a sus miembros. El genio financiero de la Mafia Meyer Lansky supuestamente habría chantajeado a Hoover con respecto a su homosexualidad hacia 1935. Otra razón probable del fracaso de Hoover para detener a la Mafia era su preferencia por los blancos fáciles para mantener la imagen del FBI como los «policías top». Además, se sabía de los pagos que le hacía Clint Murchison a Hoover. Después de que el conocido artista Frank Sinatra fuera entrevistado y supuestamente interrogado por su complicidad con ramas importantes de la mafia declaró que solo era un buen amigo de la familia Kennedy; sin embargo esto no se pudo confirmar, ya que el pariente más cercano a las relaciones con Sinatra y con supuestas organizaciones mafiosas estadounidenses de la familia Kennedy era Joseph P. Kennedy, que por su derrame cerebral no tuvo la capacidad de contener las organizaciones criminales en contra del gobierno y administración de sus hijos.
Después de que Kennedy se convirtiera en Presidente, aumentaron considerablemente las persecuciones a la Mafia por parte del Departamento de Justicia (del cual el FBI forma parte). La guerra entre las mafias que comenzó a finales de la década de 1950 provocó que el fiscal general Robert Kennedy juzgara fuertemente a la Mafia en 1960. Sus ataques se centraron en el jefe del sindicato de "Teamsters" Union Jimmy Hoffa y en los jefes de la mafia de Chicago, Tampa y Nueva Orleans. El 8 de mayo de 1964, días antes de que Hoover tuviera que testificar ante la Comisión Warren, Lyndon Johnson anunció que había designado a Hoover como Director de la Oficina Federal de Investigación (FBI) «de por vida» a los setenta años, terminando así su retiro. Johnson dijo en el Jardín de Rosas de la Casa Blanca: «La nación no puede darse el privilegio de perderte». Desde la muerte de Hoover en mayo de 1972, el período de un director de FBI está limitado por ley a diez años.

### Teoría del crimen organizado y la CIA
Otra posible conspiración habría sido orquestada por la mafia, como respuesta a los crecientes juicios a los que el nuevo fiscal general, Robert F. Kennedy, sometía a estas organizaciones criminales (estos juicios se incrementaron hasta en doce veces respecto al período del presidente Dwight Eisenhower). Documentos no vistos por la Comisión Warren revelan que la mafia estuvo trabajando en conjunto con la CIA en varios intentos de asesinato de Fidel Castro.

### Teoría de la conspiración israelí
El Gobierno israelí no estaba contento con las presiones que estaba ejerciendo Kennedy en contra de su programa nuclear secreto o, los israelíes estaban molestos por las simpatías de Kennedy hacia los árabes, y la utilización de hombres que antes habían sido empleados de los nazis en sus programas espaciales, tales como Wernher von Braun. El gánster Meyer Lansky y el Vicepresidente Lyndon B. Johnson usualmente forman parte de esta teoría como organizadores del golpe, por lo que también son utilizados en varias de las otras teorías. (ver el libro de Michael Collins Piper Final Judgement ISBN 0-9745484-0-5.)
Esta teoría es corroborada por Mordechai Vanunu un extécnico nuclear israelí que en 1986 reveló al diario británico The Sunday Times que Israel poseía un programa de armas nucleares.
Cuando Israel supo del acto, Vanunu fue raptado por el Mossad en Roma, juzgado en secreto y sentenciado a 18 años de cárcel. Salió en libertad el 21 de abril de 2004. El jueves 11 de noviembre de 2004, Vanunu fue arrestado por la unidad de investigaciones internacionales de la policía israelí, alrededor de las 9 de la mañana mientras desayunaba. Cerca de 20 comandos equipados con chalecos antibalas y subfusiles traspasaron el amurallado de la iglesia anglicana del Este de Jerusalén, donde Vanunu residía desde su liberación. La policía se incautó de sus papeles y de una computadora que se hallaban en su habitación.
El arresto ocurrió tres semanas después de que Vanunu declarara en una entrevista que Israel se encontraba detrás del asesinato de John Fitzgerald Kennedy. 
De acuerdo con un reporte de la BBC, se dice que el arresto de Vanunu pudo estar sincronizado con la muerte de Yasir Arafat con el objetivo de evitar cobertura mediática internacional.

## Indicios de prueba de conspiración

### Agentes del Servicio Secreto
Dos agentes del Servicio Secreto de los Estados Unidos no estaban en sus puestos. El automóvil que ocupó Kennedy tenía dos estribos en el paragolpes trasero y dos piezas soldadas a la carrocería para que dos agentes se agarraran en ellas y estuvieran de pie tras el presidente y la primera dama, haciendo de escudos humanos. Esta medida elemental de seguridad se realiza con el fin de dificultar disparos hechos desde atrás, arriba y desde la lejanía. Ninguno de los dos estuvo en su puesto en el momento de los disparos, como se puede verificar en todas las filmaciones existentes. Este hecho inexplicable no constituye una prueba contundente, pero es suficiente para continuar investigando el asunto. Tiene la ventaja de no ser discutible como la teoría de la «bala mágica» y otras rarezas o coincidencias. Asimismo, el automóvil en el que viajaba Kennedy iba al frente. Por el simple protocolo de seguridad, es clave que no fuera así: un automóvil con miembros del Servicio Secreto debía ser la avanzada en marcha. Este hecho, así como el giro no planeado que toma el convoy para entrar a la calle Elm, hacen pensar que hubo una conspiración, así como la cantidad de testigos que «casualmente» fueron muriendo a lo largo de los años. [cita requerida]

## Vinculación entre un discurso de Kennedy y las sociedades secretas
El 27 de abril de 1961 J.F.Kennedy realizó un discurso ante la Asociación de editores de periódicos que hacía alusión a las sociedades secretas, manifestando abiertamente su oposición a las mismas. Tiempo después fue asesinado.
""La misma palabra «secreto» es repugnante en una sociedad libre y abierta; y estamos como personas inherentes e históricamente opuestas a las sociedades secretas, a los juramentos secretos y a los procedimientos secretos. Hace mucho tiempo decidimos que los peligros de la ocultación excesiva e injustificada de los hechos pertinentes superaban con creces los peligros que se citan para justificarlo. Incluso hoy, tiene poco valor oponerse a la amenaza de una sociedad cerrada al imitar sus restricciones arbitrarias. Incluso hoy en día, tiene poco valor asegurar la supervivencia de nuestra nación si nuestras tradiciones no sobreviven con ella. Y existe un grave peligro de que quienes estén ansiosos por expandir su significado a los límites mismos de la censura y el encubrimiento oficial aprovechen la necesidad anunciada de una mayor seguridad. Que no pretendo permitir en la medida en que esté bajo mi control.""
J.F.Kennedy 

### En inglés
- Noticias de la BBC – Documental alemán sobre el asesinato.
- La última confesión de E. Howard Hunt Archivado el 6 de abril de 2007 en Wayback Machine..

video completo del asesinato (enlace roto disponible en Internet Archive; véase el historial, la primera versión y la última). http://www.youtube.com/watch?feature=player_embedded&v=S3MNY79AMDA
- Lee Harvey Oswald fue realmente culpable? (en inglés)
- COMPULSIVA EVIDENCIA: UNA NUEVA MIRADA SOBRE EL ASESINATO DEL PRESIDENTE KENNEDY por Michael T. Griffith (en inglés)
- la página Historial de JFK por Bob Harris: hechos legítimos relacionados con el delito, el apoyo a un caso de conspiración. (en inglés)
- Una mirada a la historia de Lee Bowers. (en inglés)
- (en inglés)
- (en inglés)

### En español
- Teorías del Asesinato de Kennedy
- Estos mataron a Kennedy, Robinson Rojas, Ediciones Arco, 1964.
- El asesinato de Kennedy, 22 de noviembre de 1963, Un golpe de Estado encubierto

### En inglés
- Nellie Connally; Herskowitz, Mickey (October 28, 2003). From Love Field: Our Final Hours with President John F. Kennedy. Rugged Land. ISBN 0-316-86032-8.
- Hurt, Henry. Reasonable Doubt: An Investigation into the Assassination of John F. Kennedy. New York: Holt, Rinhart, and Winston, 1985. (ISBN 0-8050-0360-6)
- Lane, Mark. Rush to Judgement: A critique of the Warren Commission's inquiry in the murders of John F. Kennedy, Officer J.D. Tippit and Lee Harvey Oswald. Holt Rhinehart. 1966 (ISBN needed)
- Thompson, Josiah. Six Seconds in Dallas: A Micro-Study of the Kennedy Assassination. New York: Bernard Geis Associates, 1967. ISBN 978-0-394-44571-7
- Who's Who in the JFK Assassination: An A-to-Z Encyclopedia by Michael Benson Citadel Press, ISBN 0-8065-1444-2
- Marrs, Jim. Crossfire: The Plot that Killed Kennedy, New York: Carroll & Graf Publishers, 1989 (ISBN 0-88184-648-1).

- Datos: Q1321697